# Zwingle (Iowa)
Zwingle est une ville des comtés de Dubuque et Jackson, en Iowa, aux États-Unis. Elle est incorporée le 17 décembre 1900.

## Source de la traduction
- (en) Cet article est partiellement ou en totalité issu de l’article de Wikipédia en anglais intitulé « Zwingle, Iowa » (voir la liste des auteurs).